# ۵-اوهاش-دی‌پی‌آت
۵-اوهاش-دی‌پی‌آت (به انگلیسی: 5-OH-DPAT) یک ترکیب شیمیایی با شناسه پاب‌کم ۱۱۲۹۹۶۲۰ است . 